# Laysanente

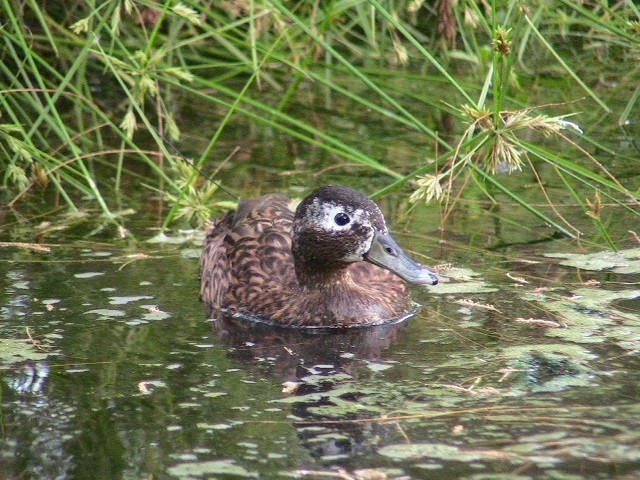
Männchen der Laysanente

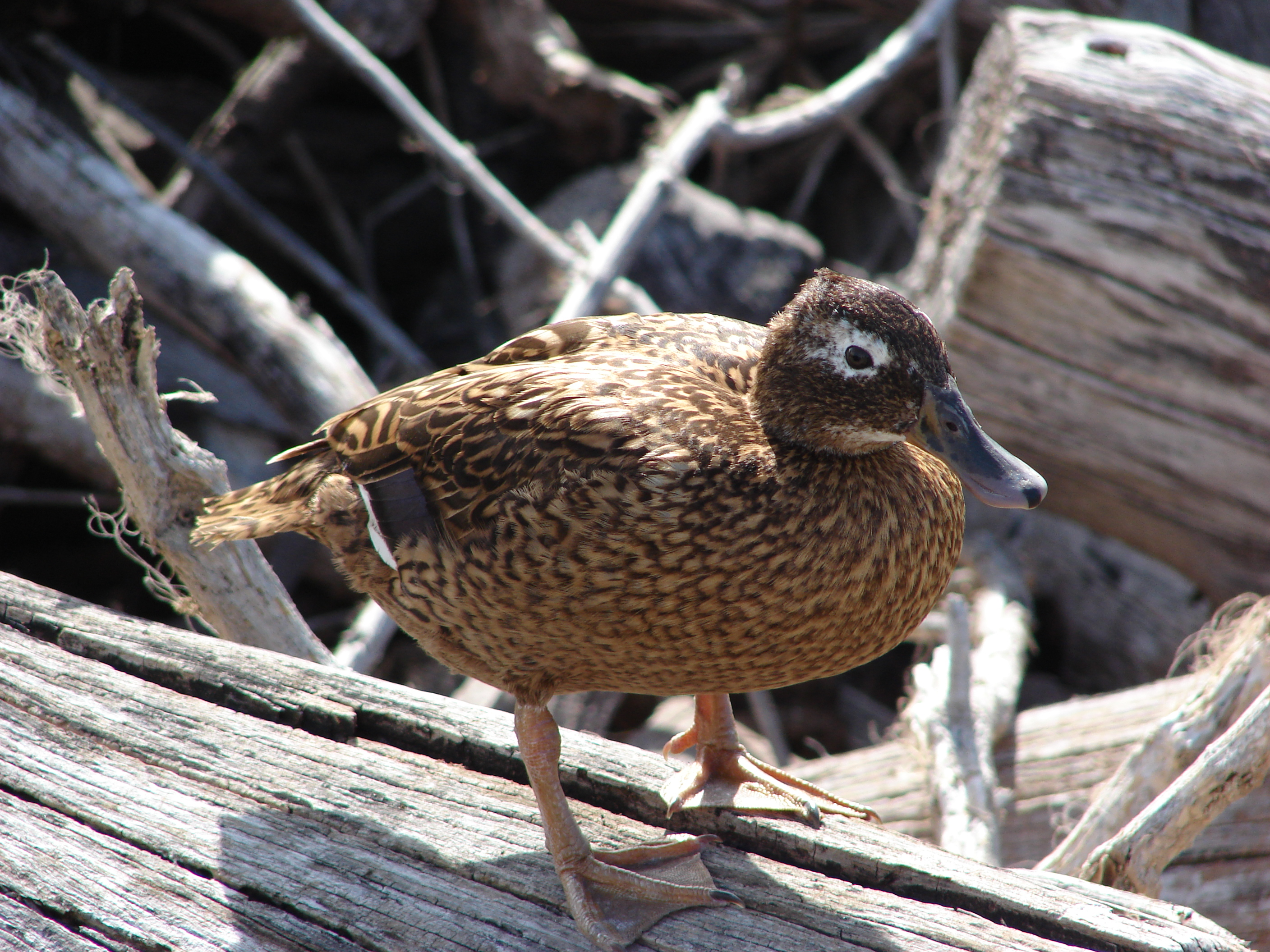
Laysanente

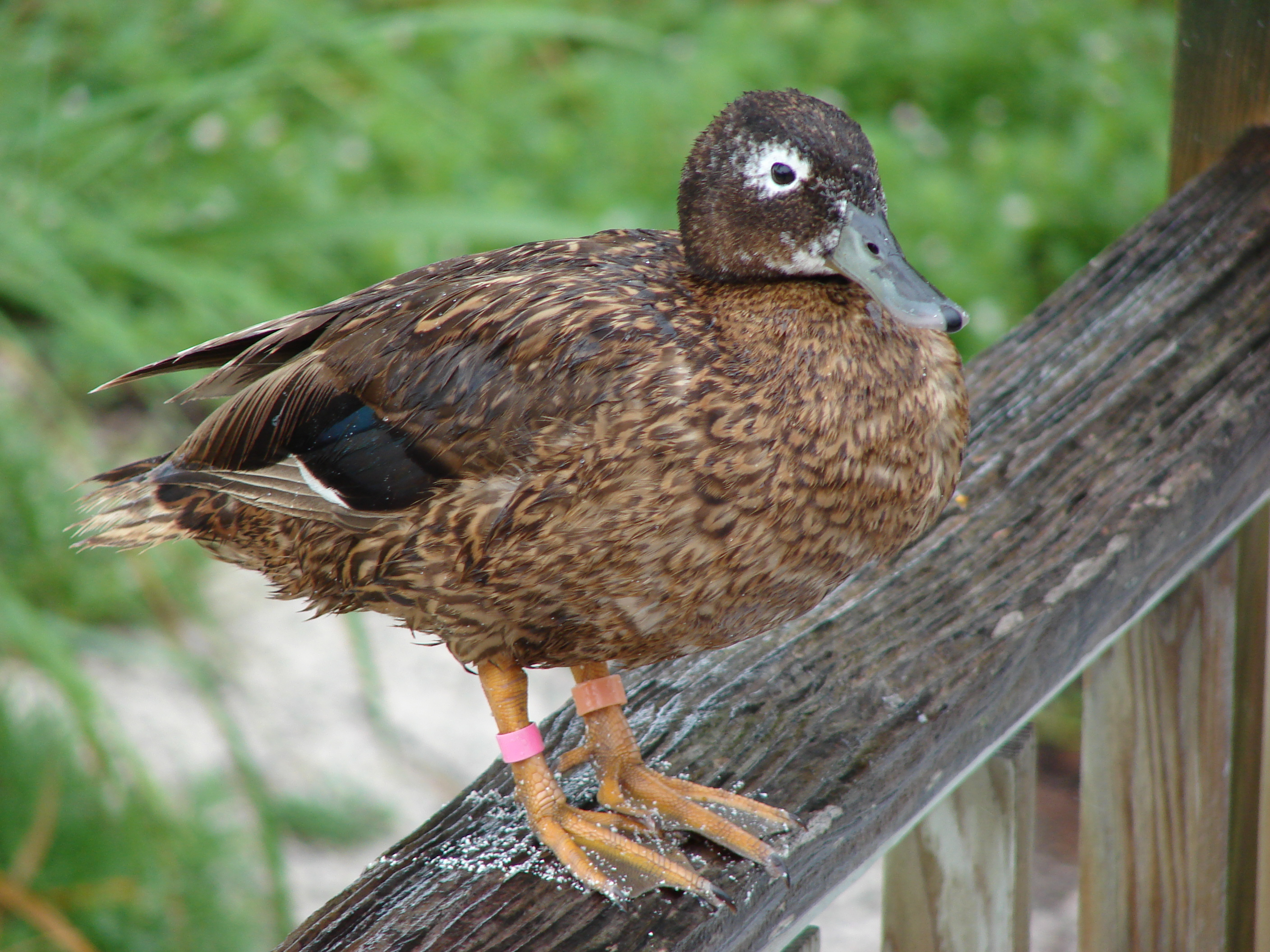
Laysanente

Die Laysanente (Anas laysanensis) oder Laysanstockente ist eine Art aus der Familie der Entenvögel, die nur auf der Insel Laysan, Hawaii vorkommt und dort endemisch ist. Sie gilt als eng mit der Stockente verwandt und wird gelegentlich als ihre Unterart betrachtet. Ebenso wie die Bernierente, die Weißflügelente und die Madagaskarente gehört sie zu den Entenvögeln, deren Bestand als gefährdet betrachtet wird.

## Erscheinungsbild
Laysanenten sind sehr kleine Enten (420–500 g, Länge 38–43 cm), die ein überwiegend dunkel kastanienbraun gefärbtes Körpergefieder haben. Hals und Kopf sind schwarzbraun. Der Geschlechtsdimorphismus ist verhältnismäßig gering ausgeprägt – beim Männchen sind lediglich die Augenregion und beim Weibchen auch Gesicht, Kehle und Hals mit weißen Federn durchsetzt. Bei einigen Erpeln tritt außerdem ein schwarzgrünes Kopfgefieder auf. Männliche Tiere haben zudem leuchtend orangefarbene Füße, während die Weibchen eine eher rotbraune Färbung haben.

## Verbreitungsgebiet
Die Laysanente ist eine endemische Art, die über einen längeren, nicht genau bestimmbaren Zeitraum nur auf der 350 Hektar großen Insel Laysan natürlich vorkam. Neuere subfossile Funde lassen darauf schließen, dass die Laysanente ursprünglich über den gesamten hawaiischen Archipel verbreitet war. In geschichtlicher Zeit wurde die Laysanente außerhalb von Laysan jedoch nur auf der Insel Lisianski, fast 1.700 Kilometer westlich von Honolulu, beobachtet und dort ab 1834 nicht mehr gefunden. Dieser Nachweis einer Verbreitung außerhalb von Laysan während der letzten Jahrhunderte wird jedoch nicht von allen Autoren anerkannt. Akzeptiert man diesen Beleg, lässt er die Schlussfolgerung zu, dass die Laysanente auf anderen Insel des hawaiischen Archipels vorkam und ökologisch nicht so stark spezialisiert ist, wie man ihr immer unterstellte.

## Lebensraum und Lebensweise
Die Population der Laysanenten konzentrierte sich bis vor wenigen Jahren auf eine Brackwasserlagune der Insel Laysan. Sie ernährten sich dort vorwiegend von Salzfliegen und kleinen Garnelen und suchten überwiegend nachts in einer einzigen Salzwasserlagune auf der Mitte der Insel nach Nahrung. Sie fliegen ausgesprochen selten, obwohl sie dazu in der Lage sind. Während der Abend- und Morgenstunden kann man sie bei der Nahrungssuche beobachten. Sie leben überwiegend von Land- und Wasserpflanzen und fressen außerdem die Raupen einiger Nachtfalterarten, die auf Laysan vorkommen.
Laysanenten nisten unter Sträuchern entlang der Lagunenküste. Das Gelege besteht aus 5 bis 7 großen grünlichen Eiern. Sie werden etwa 26 Tage bebrütet, bis die etwa 30 Gramm schweren Küken schlüpfen.

## Schutzmaßnahmen
Auch wenn die Laysanente aufgrund des geringen Bestandes von nur 500 bis 700 Tieren als insgesamt gefährdet gilt, hat es in den letzten Jahrzehnten eine deutliche Bestandserholung gegeben.
Die Anzahl von Laysanenten war aufgrund des hohen Jagddrucks durch Guanosammler und auf Laysan eingeführter Kaninchen stark zurückgegangen. 1930 gab es auf der Insel Laysan neben mehreren Männchen nur noch ein einziges Weibchen, so dass man davon ausgehen musste, dass diese Art in naher Zukunft aussterben werde. Das erste Gelege, das das verbliebene Weibchen im Jahr 1930 legte, wurde von einem Borstenbrachvogel auf dem Zug entdeckt und gefressen. Küken schlüpften jedoch aus dem Nachgelege, das das Weibchen wenige Wochen später legte. Da der Guanoabbau auf der Insel mittlerweile eingestellt worden war und keine Menschen auf dieser Insel mehr lebten, kam es in den Folgejahren zu einer deutlichen Bestandserholung. Unterstützt wurde diese Entwicklung durch die Erhebung der Insel zum Vogelschutzgebiet und die Vernichtung der auf der Insel vorkommenden Kaninchen. Bereits in den 1950er Jahren lebten auf der Insel genügend Laysanenten, um einige in Gefangenschaft zu züchten. Zu Beginn der 1990er Jahre lebten wieder mehr als 800 Individuen auf Laysan. 1993 führte eine extreme Dürre zu Verlusten. Gleichzeitig erkrankten zahlreiche Enten an Botulismus, so dass die Population auf nur 82 Individuen zusammenbrach.
Um zukünftige Bestandszusammenbrüche durch solch extreme Ereignisse zu verhindern, wurden Laysanenten 2004 auf die Midwayinseln umgesiedelt. Anfangs wurden auf diesem ebenfalls geschützten Atoll 42 Laysanenten ausgewildert. Bereits in der ersten Brutzeit schlüpften dort mehr als fünfzig Küken. 2013 wurden zudem 28 Laysanenten auf dem Kure-Atoll angesiedelt. Auch ist eine Ansiedlung auf Lisianski geplant.

## Laysanenten als Ziergeflügel
An der Erhaltungszucht dieser Entenart, die in den 1960er Jahren begann, war neben dem Zoo in Honolulu auch der britische Wildfowl Trust beteiligt. Die Laysanente gilt heute als einfach zu haltende Art, die sich auch zur Haltung in Kleinanlagen eignet. Es wird allerdings empfohlen, die Tiere in Volieren zu halten, da die Gefahr der Hybridisierung mit Stockenten besteht.

## Einzelbelege
1. ↑  VanderWerf, Kapitel Laysan Duck, S. 2.
2. ↑  Laysan Duck - Anas laysanensis. U.S. Fish & Wildlife Service, 9. Juni 2016, abgerufen am 26. August 2016 (englisch).
3. ↑   Couzon, S. 26
4. ↑   Couzon, S. 26–27
5. ↑   Couzon, S. 25
6. ↑   Couzon, S. 24
7. ↑   Couzon, S. 25
8. ↑   Couzon, S. 27
9. ↑  TRANSLOCATION OF ENDANGERED LAYSAN DUCKS TO KURE ATOLL https://nmspapahanaumokuakea.blob.core.windows.net/papahanaumokuakea-prod/media/archive/news/pdfs/pr_kure_laysan_ducklings_5-12-2015.pdf
10. ↑  VanderWerf, Kapitel Laysan Duck, S. 5.